# La Princesse de Clèves (film)
La Princesse de Clèves is een Frans-Italiaanse film van Jean Delannoy die werd uitgebracht in 1961. 
Het scenario is gebaseerd op de gelijknamige roman (1678) van Madame de La Fayette. 

## Verhaal
Aan het hof van koning Henri II de France worden liefdesintriges aangegaan en beëindigd. Dat wekt heftige gevoelens op. Zo wordt de koningin, Catherine de Médicis, het hof gemaakt door de vidame de Chartres terwijl ze zelf waanzinnig jaloers is op Diane de Poitiers, de minnares van haar echtgenoot.  
Zo wordt ook de jonge deugdzame vrouw van de prins van Clèves heel verliefd op de verleidelijke hertog van Nemours. De veel oudere prins aan wie de prinses van Clèves trouw heeft gezworen, houdt erg veel van haar. Hij beseft echter dat zij geen diepe liefde voor hem koestert en dat hun huwelijk steunt op een goede verstandhouding. Ze biecht hem haar gevoelens voor de hertog van Nemours op maar ze is niet van plan haar belofte te breken.

## Rolverdeling
| Acteur              | Personage                             |
| ------------------- | ------------------------------------- |
| Marina Vlady        | de prinses van Clèves                 |
| Jean-François Poron | Jacques de Savoie, hertog van Nemours |
| Jean Marais         | de prins van Clèves                   |
| Henri Piégay        | de vidame de Chartres                 |
| Lea Padovani        | Catherine de Médicis, de koningin     |
| Piéral              | de Chastelard, de nar                 |
| Annie Ducaux        | Diane de Poitiers                     |
| Raymond Gérôme      | Henri II de France, de koning         |
| Georges Lycan       | de huismeester                        |
| Jacques Hilling     | de dokter                             |